# Кустарниковый большеног
Кустарниковый большеног, или кустарниковая индейка, или австралийская сорная курица, талегалл(а) (лат. Alectura lathami) — вид птиц из семейства большеногов. Единственный представитель одноимённого рода Alectura. Выделяют два подвида. Эндемик Австралии. Видовое название дано в честь британского орнитолога джона Лейтема.

## Описание
Кустарниковый большеног длиной от 60 до 75 см, размах крыльев 85 см; самцы весят от 2120 до 2950 г, а самки — от 1980 до 2110 г. Это самый крупный вид большеногов в Австралии. Окраска оперения в основном чёрная, нижняя часть тела с крапинами белого цвета. Ноги длинные. Красная голова бесперая. Фестончатое «жабо» на шее жёлтого цвета, набухает у самца в брачный период.

## Распространение
Область распространения простирается от Квинсленда на юг почти до Сиднея. Кустарниковый большеног живёт во влажных джунглях и в буше, на севере на высокогорье, а на юге также на низменности.

## Образ жизни
Полёт птицы медлителен. Ночь и время полуденной жары кустарниковый большеног проводит на деревьях. В рационе питания птицы семена, плоды и беспозвоночные. Это общительная птица, живущая в группах, состоящих обычно из альфа-самца, нескольких более молодых самцов и разного возраста самок.

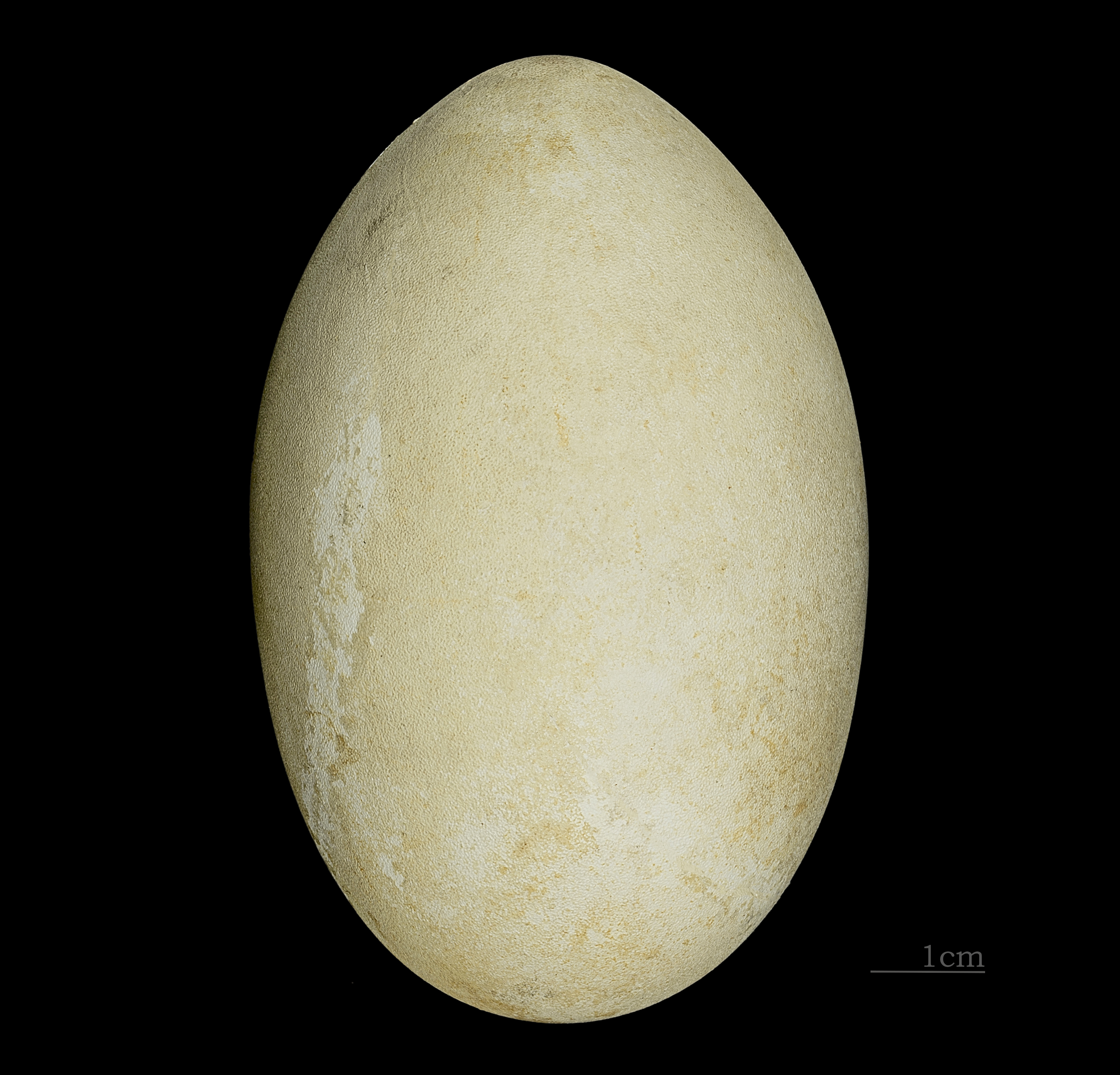
Яйцо Alectura lathami

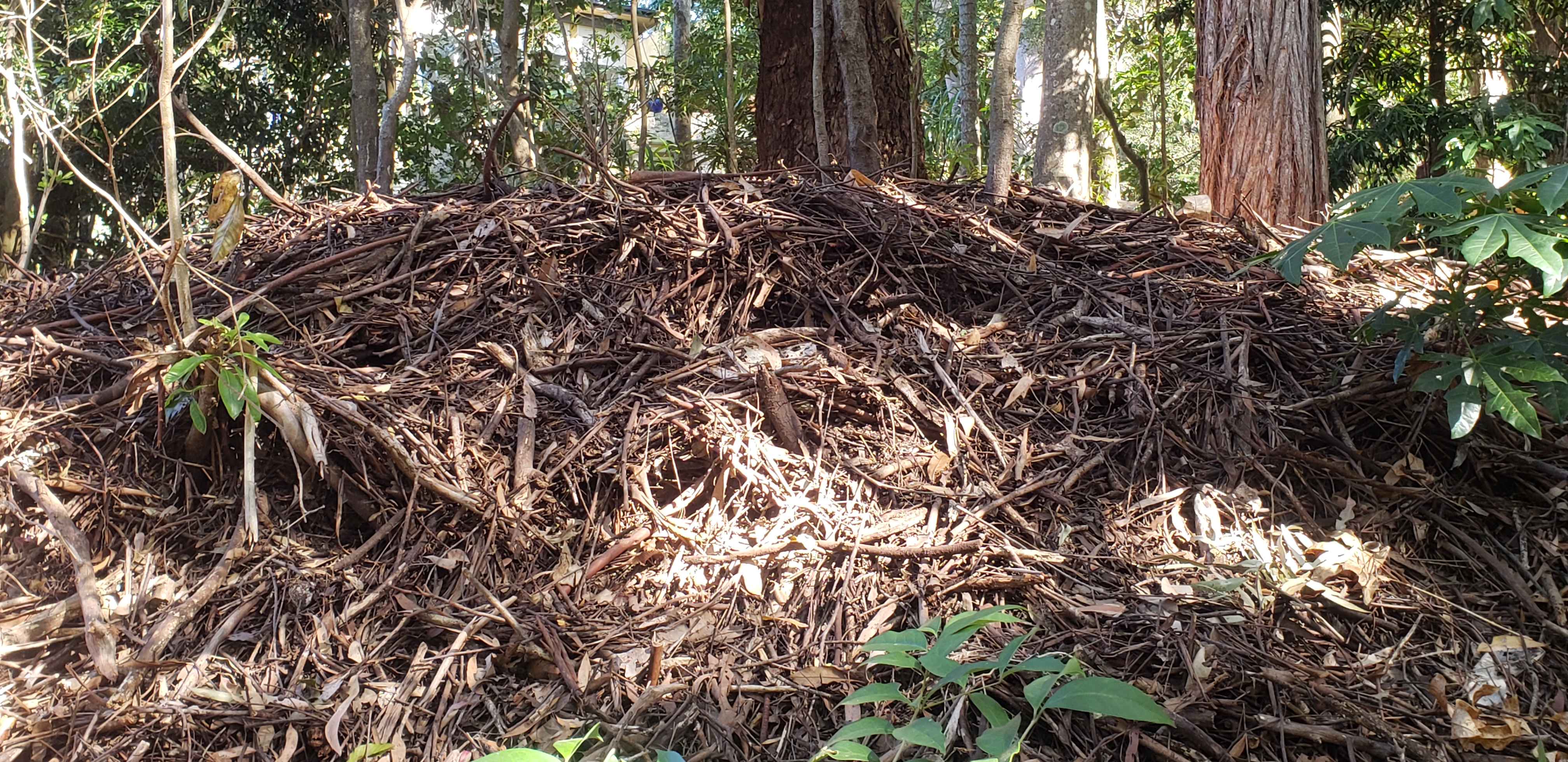
Гнездо

## Размножение
Самец собирает своими ногами листву в кучу высотой 1 м и диаметром 4 м. В эту кучу с сентября по март самка откладывает 16—24 больших белых яйца, или несколько самок откладывают до 50 яиц. Они закапывают их на глубину 60—80 см на расстоянии 20—30 см друг от друга, прикапывая затем землёй. Тепло для кладки выделяется при разложении листвы. Самец регулирует температуру кладки в пределах от 33° до 35 °C путём добавления или удаления растительного материала. Сразу после вылупления птенцы самостоятельно выбираются из кучи наружу. Уже через несколько часов они могут бегать и летать. Тем не менее, многие становятся жертвами хищных ящериц и змей. Яйца также являются объектом охоты ящериц, улиток, динго и собак. Часто у ящериц на хвосте есть раны, которые были нанесены им кустарниковым большеногом при защите своего гнезда.

## Систематика
Международный союз охраны природы выделяет два подвида:
- Alectura lathami purpureicollis (Le Souef, 1898) — на северо-востоке Квинсленда;
- Alectura lathami lathami Gray, 1831 — на востоке Австралии.